# Citibank Plaza 1
Le Citibank Plaza 1 est un gratte-ciel de 205 mètres construit en 1992 à Hong Kong. 